# Literatura bizantyńska epoki justyniańskiej

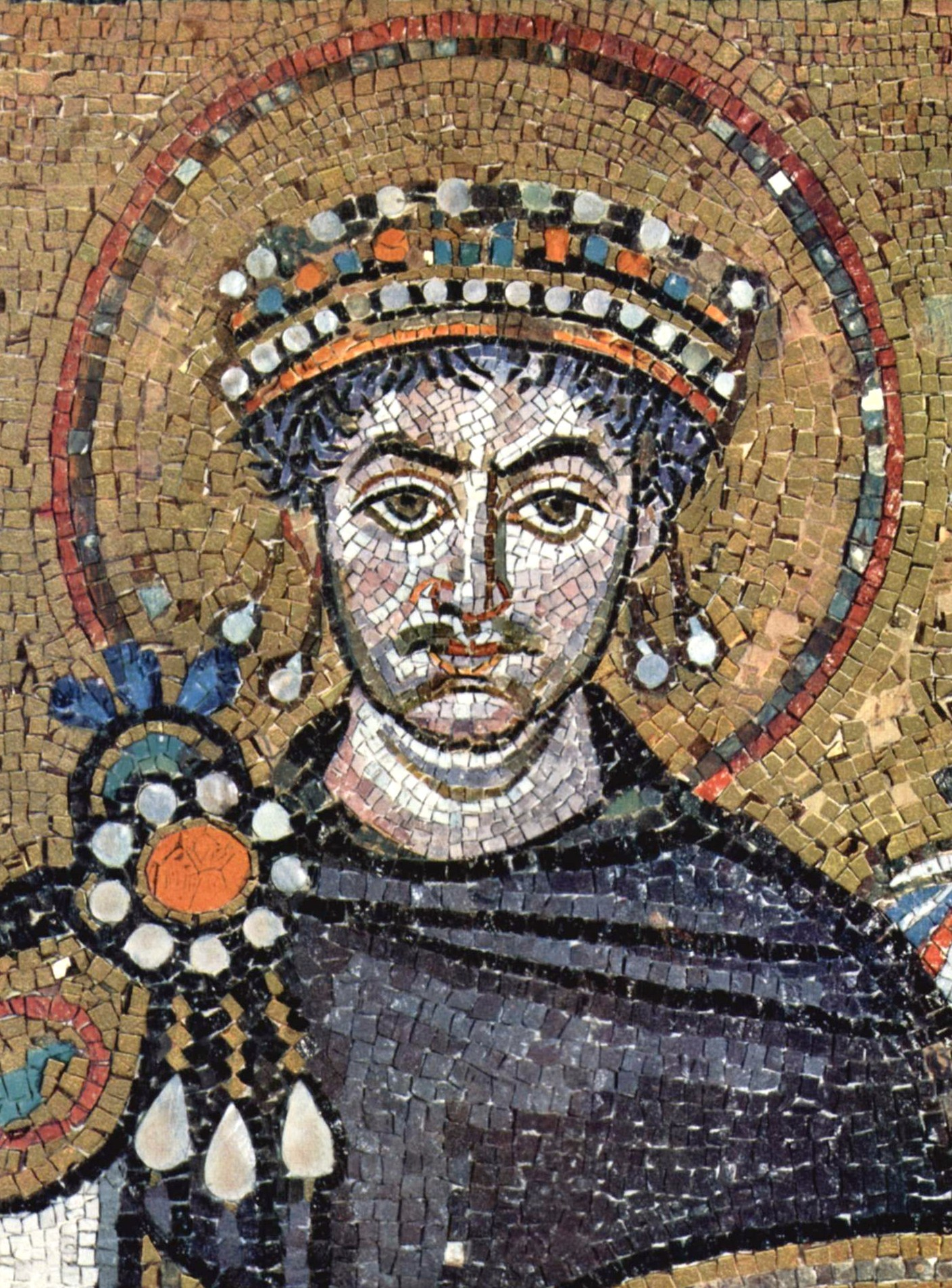
Cesarz Justynian I Wielki

Literatura bizantyńska epoki justyniańskiej – okres literatury bizantyńskiej od wstąpienia na tron cesarza Justyniana I Wielkiego w 527 roku do przejęcia władzy przez dynastię heraklijską w 610 roku.
Wraz z okresem świetności Cesarstwa Bizantyńskiego pod panowaniem cesarza Justyniana I (527–565) nastąpił też wszechstronny rozkwit literatury bizantyńskiej. Zwycięskie wojny cesarza opisał w Historii wojen Prokopiusz z Cezarei. Jego dzieło kontynuował Agatiasz Scholastyk opisując w O panowaniu Justyniana wydarzenia z lat 552–558. Wątek przerwany przez Agatiasza podjął w Dziejach Menander Protektor doprowadzając go do 582 roku. O tym samym okresie dziejów Cesarstwa pisał Teofan Bizantyńczyk. Dwaj współcześni Prokopiuszowi historycy Piotr Patrycjusz i Jan Lydos opisali w swoich dziełach dzieje Cesarstwa Rzymskiego. W okresie tym działali też historycy Kościoła: Teodor Anagnosta, Jan z Efezu i Ewagriusz Scholastyk. Jan Malalas mnich syryjski napisał Kronikę dziejów ludzkości od stworzenia świata, powołując tym samym do istnienia nowy niezwykle w Bizancjum popularny gatunek literacki.
Twórczość teologiczna VI wieku nawiązywała do wielkich sporów chrystologicznych poprzedniego stulecia. Angażowali się w nią oprócz cesarza Justyniana I, Leoncjusz z Bizancjum, Efrem Syryjczyk i Anastazy I, patriarcha Antiochii. Twórczość ascetyczną rozwijali mnisi żyjący na pustyni, przede wszystkim Jan Klimak, autor niezwykle poczytnej Drabiny do raju, Symeon Słupnik Młodszy i Doroteusz z Gazy. Mnichom żyjącym na pustyni była też w przeważającej mierze poświęcona twórczość hagiograficzna: żywoty Cyryla ze Scytopolis i Łąka Jana Moschosa.
W poezji na czoło wysuwa się twórczość genialnego liryka bizantyńskiego Romana Pieśniarza, mnicha pełniącego funkcję melodosa przy jednym ze stołecznych kościołów. Roman autor kilkudziesięciu kontakiów jest też uważany za autora Akatystu ku czci Bogurodzicy, najsłynniejszego hymnu liturgicznego w liturgii prawosławnej. W VI wieku rozkwit przeżywała twórczość epigramatyczna. Do najwybitniejszych twórców epigramów należeli Agatiasz Scholastyk, Paweł Silencjariusz, Macedoniusz i Julian z Egiptu. Dużą popularnością wśród czytelników cieszyły się też ekfrazy Jana z Gazy i Pawła Silencjariusza.
W szkołach w Atenach i Gazie rozwijała się filozofia platońska i arystotelesowa. Najwybitniejszy przedstawiciel szkoły w Gazie Jan Filopon, wraz z Leoncjuszem z Bizancjum wniósł spory wkład w zastosowanie filozofii Arystotelesa do teologii. Nieznany mnich ukrywający się pod imieniem Dionizego Areopagity pozostawił po sobie cztery traktaty, neoplatońskie w duchu, decydujące dla kształtowania się średniowiecznej mistyki. Stefan z Bizancjum opracował 60-tomowy słownik geograficzny Ludność Bizancjum. Istotne znaczenie dla kultury średniowiecznej miała też praca Kosmasa Indikopleustesa Kosmografia chrześcijańska. Jan Filopon oprócz traktatów filozoficzno-teologicznych pozostawił po sobie prace z zakresu filologii, medycyny i matematyki. Prace z tych dziedzin wiedzy pisali też filolog Jan Charkas, medycy Aecjusz z Amidy i Aleksander z Tralles oraz matematycy Domnin z Larisy i Marin.

## Historycy i kronikarze

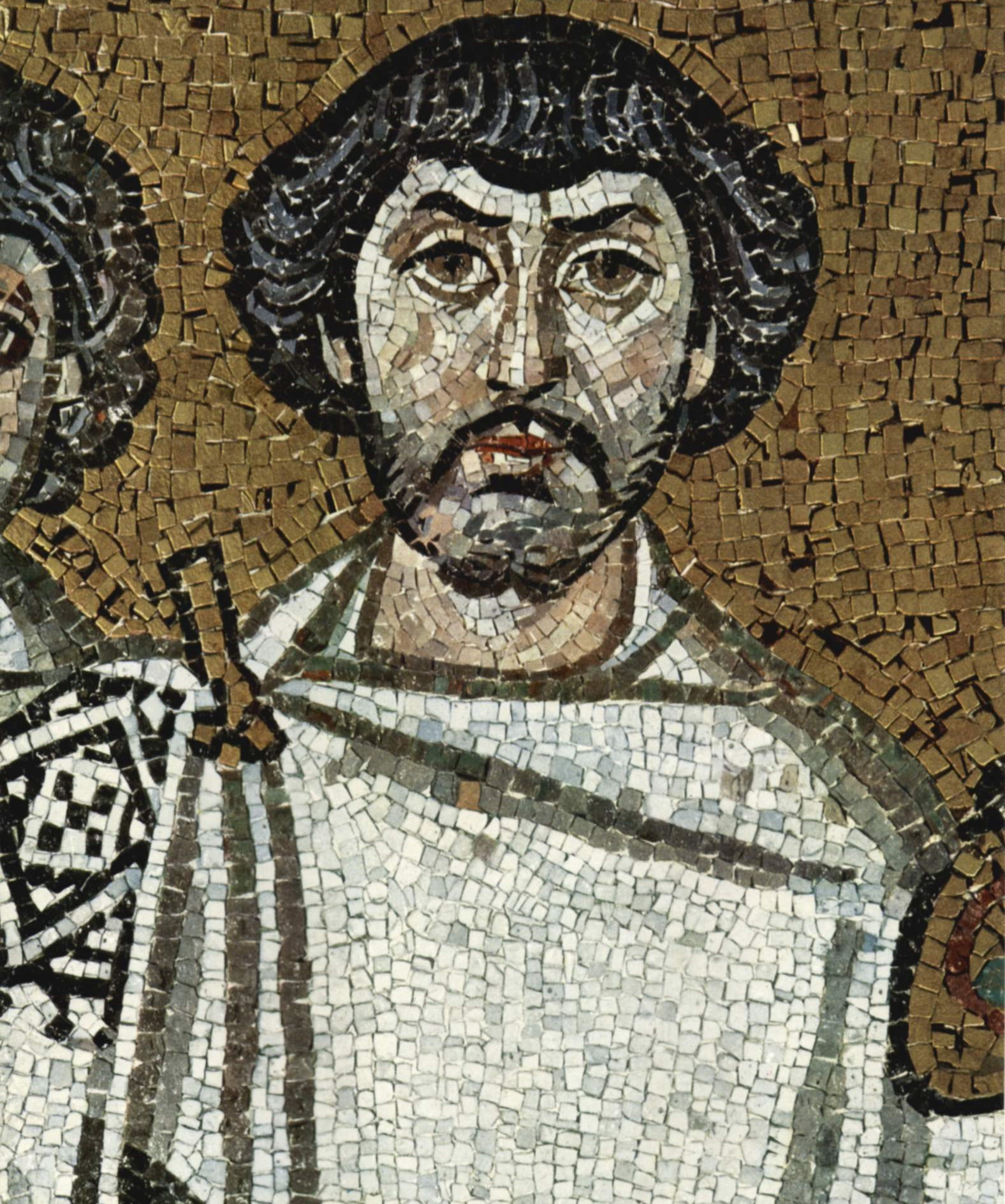
Belizariusz, wódz cesarza Justyniana I, główny bohater twórczości Prokopiusza z Cezarei

Historiografia bizantyńska epoki justyniańskiej kontynuowała świetne tradycje historiografii greckiej poprzednich stuleci. Tworzona przez ludzi wykształconych, najczęściej urzędników cesarskich, utrwalała w oparciu o dokumenty i relacje świadków wydarzenia współczesne. Jej najwybitniejszym przedstawicielem był Prokopiusz z Cezarei (490/507 – po 562) uczestnik kampanii wojennych Belizariusza, przy tym zdolny dowódca, w późniejszym okresie życia wysoki urzędnik cesarski. Prokopiusz napisał w latach 545–554 wielkie dzieło w ośmiu księgach zatytułowane Historia wojen, poświęcone wojnom toczonym przez Belizariusza najpierw z Persją, potem w Afryce z Wandalami i wreszcie w Italii z Ostrogotami. W ostatniej księdze przedstawił wiadomości dotyczące całego Cesarstwa z lat 551–553. Prokopiusz był też autorem napisanego w latach 553–555 dzieła O budowlach, w którym przedstawiał budowle wzniesione przez cesarza Justyniana oraz odnalezionej po 450 latach Historii sekretnej paszkwilu na cesarską parę i ich głównego wodza Belizariusza. Prokopiusz pisał greką literacką, jego współcześni Piotr Patrycjusz (ok. 500–564) i Jan Lydos (490–565?) swoje dzieła napisali językiem potocznym (demotykiem). Piotr Patrycjusz wysoki urzędnik cesarski i poseł pozostawił po sobie Dzieje obejmujące historię Rzymu od roku 43 do 358 oraz pracę O organizacji państwowej. Jan Lydos, profesor i urzędnik cesarski, napisał w 559 roku dzieło O urzędach państwa rzymskiego, w którym opisał historię polityczną i ustrojową Rzymu od czasów Eneasza do upadku Cesarstwa. Dzieło Prokopiusza kontynuował, retor i poeta, Agatiasz Scholastyk (po 536–585) w liczącej 5 ksiąg pracy O panowaniu Justyniana. Obejmowała ona lata 552–558 – dalszy ciąg wojen gockich i wojny z Persami. Kontynuator Agatiasza, Menander Protektor opisał w latach 583–584 w Dziejach dalsze losy Cesarstwa od 558 do 582 roku. Zarówno z jego dzieła, jak i z prac piszących pod koniec VI wieku Teofana Bizantyńczyka i Jana Epifanijczyka zachowały się jedynie fragmenty. Teofan w dziele zatytułowanym Historikà opisał okres panowania cesarzy Justyna II i Tyberiusza I (566–581). Jan Epifanijczyk przedstawił w Dziejach losy zmagań wojennych bizantyńsko-perskich w latach 571–593.
W VI wieku nadal znakomicie rozwijała się historiografia kościelna. Teodor Anagnosta, lektor świątyni Hagia Sophia opracował ok. 530 roku Historię Kościoła obejmującą lata 439–527, z której zachował się jedynie fragment. Biskup monofizycki Jan z Efezu (zm. ok. 586) napisał w języku syryjskim Historię Kościoła od jego początków do 585 roku, z której, z kolei, zachowała się ostatnia księga. Najwybitniejszym historykiem Kościoła VI wieku był Ewagriusz Scholastyk (po 536 – po 600), adwokat, autor Historii Kościoła obejmującej okres od synodu efeskiego (431) do 593 roku przedstawionej na szerokim tle historii politycznej. Na Ewagriuszu urywa się bizantyńska historiografia kościelna. W XIV wieku nawiąże do niego dopiero Nicefor Kalist Ksantopul, zdziwiony tak długą przerwą.
Odrębny gatunek twórczości historycznej w literaturze bizantyńskiej rozpoczyna Kronika powszechna Jana Malalasa (ok. 491 –ok. 578). O samym Malalasie wiadomo tylko, że był Syryjczykiem. Jego Kronika opisuje dzieje całego ówczesnego świata, rozpoczynając je od Adama i Ewy, włącza w narrację mnóstwo ciekawostek, niezależnych opowiadań, informacje czerpie zarówno z literatury historycznej jak i pięknej. Naiwna i bezkrytyczna, zdobyła niezwykłą poczytność jako popularna książka historyczna dla ludu i stała się wzorem dla kronikarzy bizantyńskich aż po wiek XII. Ze względu na odbiorców została napisana w języku ludowym (demotyku). Autorem kolejnej kroniki zatytułowanej Historia rzymska i powszechna był żyjący pod koniec VI wieku Hezychiusz z Miletu. Historia Hezychiusza, doprowadzona przez autora do 518 roku, w większości zaginęła. Hezychiusz był też twórcą Onomatologa, zestawionego w porządku chronologicznym wykazu sławnych pisarzy greckich.

## Dogmatycy, asceci i hagiografowie

Święty Jan Klimak

Twórczość teologiczna VI wieku w znacznej mierze stanowiła kontynuację wielkich sporów chrystologicznych poprzedniego stulecia. Inspirowana przez cesarza Justyniana I (527–565), który sam mieszał się w spory swoich czasów. Wartość literacką mają jego Księga przeciw Orygenesowi, Edykt przeciw Trzem Rozdziałom skierowany przeciw Teodorowi z Mopsuesti, Teodoretowi z Cyru i Ibasowi z Edessy oraz Traktat przeciw monofizytom. Wybitnym teologiem i apologetą ortodoksji za czasów Justyniana był Leoncjusz z Bizancjum (ok. 485–544), w młodości nestorianin, później mnich w Ławrze św. Saby w Jerozolimie. W latach 543–544 napisał Trzy księgi przeciw nestorianom i eutychianom zawierające gorące polemiki przeciw nestorianom, monofizytom i aftartodoketom. Uzupełnieniem tej polemiki były Wyjaśnienia twierdzeń Sewera, skierowane przeciw najwybitniejszemu pisarzowi monofizyckiemu tego okresu. Leoncjusz wprowadził do argumentacji teologicznej logikę arystotelesowską przyczyniając się do rozwoju bizantyńskiej scholastyki. Zwolennikiem polityki religijnej cesarza był też Efrem Syryjczyk, patriarcha Antiochii (527–545). Z jego trzech Tomów zachowały się jedynie fragmenty. Polityce cesarza sprzeciwiał się natomiast Anastazy I, patriarcha Antiochii w latach 557–570 i ponownie po 23 latach wygnania w latach 593–599. W swojej twórczości zwalczał monofizytów-aftartodoketów i wyznającego tryteizm Jana Filopona.
Spośród mnichów Egiptu, Palestyny i Syrii wywodzą się znakomici pisarze ascetyczni epoki justyniańskiej. U początków ascetyki bizantyńskiej stoi mnich synajski Jan Klimak (ok. 525 – ok. 600). W Drabinie do raju Klimak ukazuje mnichom drogę do osiągnięcia doskonałości. Cel mnichów upatruje w modlitwie pokoju (hesychii). Drabina napisana językiem prostym cieszyła się niezwykłą popularnością wśród czytelników następnych stuleci. Twórczością ascetyczną zajmował się też Szymon Słupnik Młodszy (ok. 521–592) asceta żyjący na słupie w pobliżu Antiochii. Znakomitym pisarzem ascetycznym drugiej połowy VI wieku był wreszcie Doroteusz z Gazy, autor obszernego dzieła zatytułowanego Różne pożyteczne dla duszy pouczenia poruszającego swobodnie rozmaite zagadnienia z życia mnichów.
Twórczość hagiograficzną kontynuowali w VI wieku w Bizancjum przede wszystkim mnisi. Najwybitniejszym hagiografem tej epoki był niewątpliwie Cyryl ze Scytopolis w Galilei (ok. 524 – po 599), mnich w Ławrze świętego Eutymiusza na pustyni judejskiej. W latach 554–556 napisał cztery główne życiorysy świętych mnichów: swego mistrza świętego Saby oraz świętych Eutymiusza, Jana Hezychasty i Kyriaka. Życiem Ojców Pustyni pasjonował się również Jan Moschos (ok. 550–619) pochodzący z Damaszku. W licznych podróżach głównie z lat 568–578 gruntownie poznał środowisko ascetów palestyńskich, egipskich i syryjskich i opisał ich w Łące, zbiorze pouczających sentencji, opowieści i przysłów, zawierającym też życiorysy mnichów.

## Poeci
Poezja języka greckiego na przestrzeni od IV do VI wieku uległa znacznym zmianom. Przede wszystkim w wyniku ewolucji języka greckiego zanikł iloczas zgłosek długich i krótkich. Czas wymowy wszystkich samogłosek wyrównał się, a akcent iloczasowy przekształcił się w wydechowy (ekspiratoryczny) (taki jak we współczesnej polszczyźnie). W rezultacie utraciły racje bytu dotychczasowe schematy wersyfikacyjne. Stopniowo zastąpiły je systemy oparte na rytmie wiersza i akcencie. W wersyfikacji istotna odtąd stała się liczba zgłosek i akcent końcowy wersu. Doprowadziło to do powstania wiersza ludowego równozgłoskowego, stychicznego (kata stíchon) oraz nierównozgłoskowego, który pozwalał na budowę szeregów rytmicznych (kata períodon). Niezależnie od form ludowych, z których w przyszłości wykształci się wiersz polityczny, przetrwały też starogreckie schematy wersyfikacyjne, zachowujące pozornie strukturę iloczasową dzięki zastosowaniu wiersza sylabotonicznego, gdzie przycisk akcentowy,zamiast iloczasu, był używany do tworzenia klasycznych heksametrów lub jambów.
Koniecznością stało się też przystosowanie twórczości poetyckiej do zmieniających się realiów życia społecznego. Poezja religii pogańskiej stawała się z wolna przedmiotem ćwiczeń szkolnych, rozkwitła natomiast poezja religijna wyrastająca z przeżycia wiary chrześcijańskiej, inspirowanego wewnętrznymi doznaniami i poruszeniami duszy. Poezja świecka zaangażowała się w sprawy centralizującego się państwa: sławiła nowo wznoszone budowle, opiewała cesarzy, poza tym uczyła i bawiła epigramami i anakreontykami.

### Poeci religijni

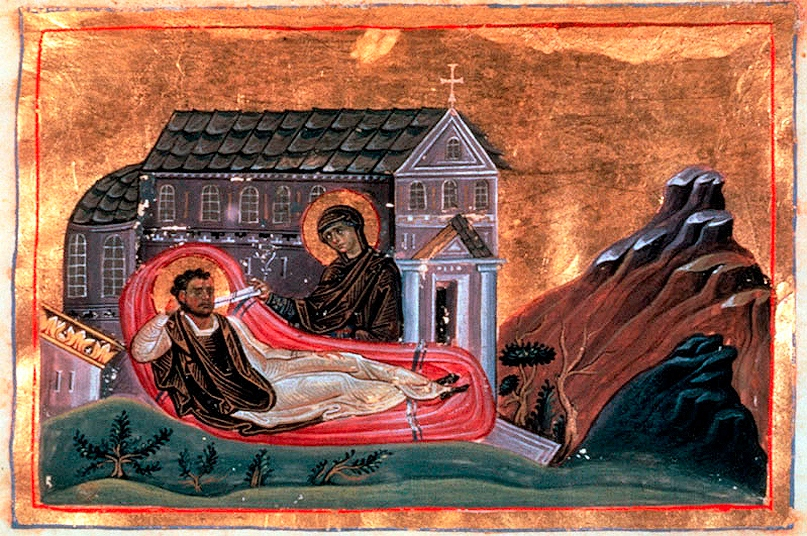
Roman Pieśniarz otrzymuje od Matki Bożej dar tworzenia pieśni

Pod koniec V wieku z prostych pieśni liturgicznych zwanych tropariami wykształciła się forma bardziej złożona zwana kontakionem. Kontakion składał się z 18–24 strof poprzedzonych wstępem. Początkowe litery strof tworzyły akrostychy. Kontakia wyrastały z poezji hymnicznej poprzednich stuleci. Były liryczno-dramatycznymi kazaniami liturgicznymi, nie pozbawionymi partii narracyjnych. Prawdziwy rozkwit tego gatunku przypadł na wieki VI i VII. Kontkiony tworzyli: cesarz Justynian I, Anastazy, Kyriak i matka Szymona Słupnika Młodszego, święta Marta. Niewątpliwie najwybitniejszym twórcą tego gatunku był, jeden z najwybitniejszych poetów bizantyńskich, Roman Pieśniarz, z pochodzenia Syryjczyk z Emesy, w dojrzałym wieku melodos przy kościele Bogarodzicy w Konstantynopolu, zmarły po 550 roku. Z obfitej twórczości Romana, przechowało się pod jego imieniem 88 kontakionów. 34 z nich poświęconych jest Chrystusowi, pozostałe mają za temat święta kościelne, wydarzenia biblijne, postaci świętych, homilie Ojców Kościoła. Nie brak wśród nich również takich, których treścią jest polemika z herezjami. Z dużą dozą prawdopodobieństwa Romana można również uważać za autora Akáthistos Hýmnos, największego zabytku liturgii bizantyńskiej, liczącego sobie 24 strofy hymnu na cześć Matki Bożej.

### Twórcy ekfraz
W VI wieku wciąż dużą popularnością cieszyły się ekfrazy, poematy opisowe przedstawiające sławne rzeki, morza, góry, pomniki cesarzy, filozofów, budowle miejskie i całe miasta. Gatunek wywodzący się z greckiej paradoksografii, literatury opisującej niezwykłe zdarzenia i zjawiska, której wysoki lot nadał w III wieku przed Chrystusem Antygon z Karystos, miał w Bizancjum oddanych czytelników. Jan z Gazy, nauczyciel gramatyki w rodzinnym mieście dał poetycki Opis mapy świata, która znajdowała się w łaźni publicznej wzniesionej w latach 526–536 przez biskupa Marcjana w Gazie. Autorem ekfraz był też Paweł Silencjariusz, który pozostawił po sobie Opis kościoła Hagia Sophia i Opis podium dla śpiewaków w tym kościele. Silencjariusz był też twórcą poematu dydaktycznego Na cieplice w Pythiach, w którym opiewał uroki bityńskiego uzdrowiska.

### Epigramatycy
VI stulecie jest też w poezji bizantyńskiej okresem rozkwitu epigramu. Mistrzem lekkich, dowcipnych utworów, zakończonych zaskakującą, często paradoksalną pointą był przede wszystkim, retor i historyk, Agatiasz Scholastyk, twórca około stu epigramów, które wydał wraz z utworami innych współczesnych sobie poetów w Antologii nowych epigramów. Jako pierwszy w swojej antologii ułożył wiersze tematycznie, a nie alfabetycznie. Agatiasz pozostawił po sobie sporo młodzieńczych utworów miłosnych, celował jednak w epigramach biesiadnych, uprawiał też epigramatykę wotywną, nagrobkową i popisową. Z twórczości jego przyjaciela Pawła Silencjariusza zachowało się 78 epigramów, głównie erotycznych, dość swobodnych w tonie, czy wręcz wyuzdanych. Antologia przekazała też 44 epigramy konsula Macedoniusza, autora raczej konwencjonalnych utworów miłosnych. Podprefekt prowincji egipskiej Julian z Egiptu jest natomiast autorem bardzo udanych epigramów nagrobkowych, stanowiących większość spośród jego 70 utworów. W zbiorze Agatiasza znaleźli się ponadto Arabiusz Scholastyk, Eratostenes Scholastyk, Eutolmiusz Scholastyk, Ireneusz Referendarz, Izydor Scholastyk, Jan Barbukalos, Julian Antikensor, Leoncjusz Scholastyk i Teetet Scholastyk.

## Filozofowie, geografowie, filologowie i inni
Filozofowie bizantyńscy VI stulecia kontynuowali tradycje antycznych szkół filozoficznych, przyczyniając się w ten sposób do rozwoju teologii. Filozofowie z Gazy: Eneasz, Prokopiusz i Zachariasz polemizowali z filozofami z pogańskiej Akademii Platońskiej zamkniętej przez Justyniana I w 529 roku; Dawid i Eliasz poświęcili się pracom interpretacyjnym, a Amoniusz, syn Hermiasza napisał pierwszy bizantyński komentarz do Isagogi Porfiriusza. Uczniem Ammoniusza i najwybitniejszym filozofem z tego kręgu był, pochodzący z Cezarei, Jan Filopon, późniejszy biskup Aleksandrii. Oprócz komentarzy do Arystotelesa i Porfiriusza, Filopon pozostawił po sobie szereg dzieł własnych. W Rozjemcy przedstawił koncepcję dogmatyczną uznającą w Trójcy Świętej istnienie trzech osób (tryteizm). W O stworzeniu świata uznawał wyższość opisu biblijnego nad rozważaniami Arystotelesa, w Przeciw Proklosowi o wieczności świata polemizował z poglądem o wiecznym istnieniu świata, w Dysputach nad Paschą poczynił istotne ustalenia dla obliczania daty Wielkiejnocy. Na przełomie V i VI wieku działał też neoplatonik i mistyk zwany w literaturze Dionizym Pseudo-Areopagitą, który dla zapewnienia sobie większego autorytetu podawał się za Dionizego, ucznia Apostoła Pawła. Zachowały się 4 dzieła teologiczno-filozoficzne Dionizego: O imionach Bożych ukazujące dwie drogi poznania Boga; Teologia mistyczna oparta na mistyce neoplatońskiej i mająca decydującą rolę w kształtowaniu się mistyki średniowiecznej; Hierarchia niebieska rozwijająca hierarchię bytów niebieskich i angelologię oraz Hierarchia kościelna. Do twórczości filozoficznej bywa też zaliczane dzieło Agapeta diakona zawierające Wykład przestróg dla cesarza Justyniana, rodzaj bardzo popularnego w średniowieczu „zwierciadła”, zawierającego nauki moralne, religijne i polityczne dla władcy.

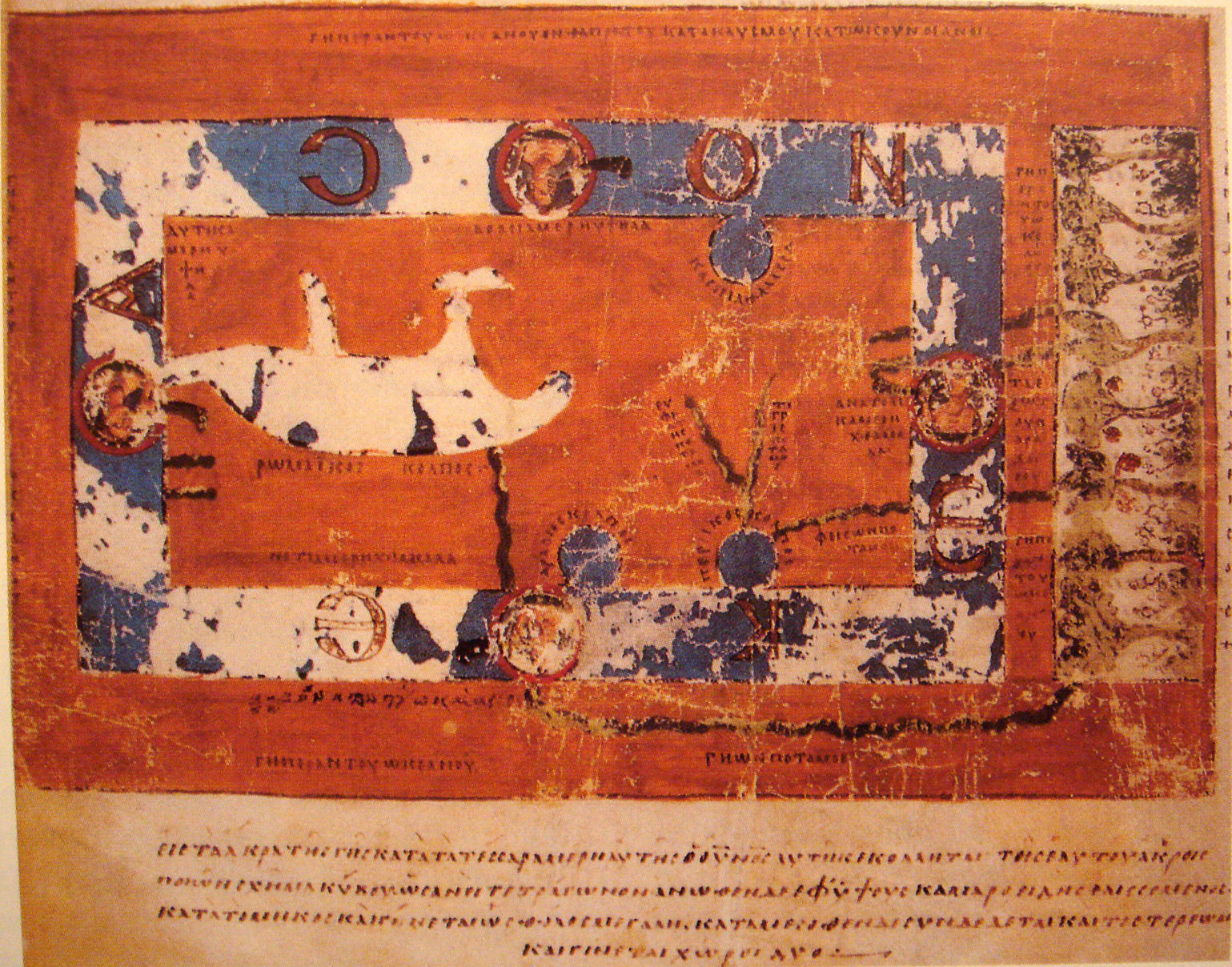
Mapa świata według Kosmasa Indikopleustesa

Na początku VI wieku Stefan z Bizancjum opracował ogromny słownik geograficzny w 60 tomach zatytułowany Ludność Bizancjum. Przedstawił w nim miejscowości Cesarstwa łącząc wiadomości geograficzne z historycznymi i literackimi, prezentując sławne postaci pochodzące z tych miejscowości i aktualne ciekawostki na ich temat. Działający w tym samym czasie Kosmas Indikopleustes z Aleksandrii w napisanej przez siebie Kosmografii chrześcijańskiej podjął próbę uzasadnienia geocentrycznego systemu Ptolemeusza w oparciu o dane biblijne. Jego biblijno-chaldejski model wszechświata, w którym czworokąt ziemi jest przykryty, wspartą na czterech filarach kryształową kopułą nieba przez kilka stuleci oddziaływał na licznych czytelników Kosmografii i na bizantyńską architekturę. Gramatyk Hierokles opublikował przed 535 rokiem zarys wiadomości statystycznych na temat Cesarstwa zatytułowany Towarzysz podróży, a Jerzy Cypryjczyk pozostawił po sobie na początku VII wieku Opis Cesarstwa.
VI stulecie przyniosło też szereg prac szczegółowych z różnych dziedzin nauki. Jan Filopon oprócz traktatów filozoficznych napisał też prace filologiczne: O akcencie i Słownik semantyczny, dwie rozprawy medyczne: O pulsie i O gorączce oraz komentarz do Podstaw matematyki Nikomacha z Gerazy. Badania filologiczne nad morfologią wyrazów prowadził Jan Charkas. Aecjusz z Amidy dokonał streszczenia całej dotychczasowej wiedzy medycznej w Księgach lekarskich szesnastu, na którą złożyły się prace Galena, Orybazjusza, Dioskuridesa i jego własne doświadczenia. Aleksander z Tralles opracował krytycznie Patologię i terapię chorób wewnętrznych w 12 księgach, napisał też dwa traktaty specjalistyczne O pasożytach jelitowych i O chorobach oczu. Domnin z Larisy opracował podręcznik Wstęp do arytmetyki, a Marin napisał przedmowę do Elementów geometrii Euklidesa.